# Cheiracanthium incertum
Cheiracanthium incertum is een spinnensoort uit de familie Cheiracanthiidae.
De wetenschappelijke naam van de soort werd in 1869 gepubliceerd door Octavius Pickard-Cambridge.